# Charidotella oblita
Charidotella oblita es un coleóptero de la familia Chrysomelidae.
Fue descrita científicamente en 1868 por Suffrain.